# Tomonotus
Tomonotus is een geslacht van rechtvleugeligen uit de familie veldsprinkhanen (Acrididae). De wetenschappelijke naam van dit geslacht is voor het eerst geldig gepubliceerd in 1861 door Saussure.

## Soorten
Het geslacht Tomonotus omvat de volgende soorten:
- Tomonotus ferruginosus Caudell, 1905
- Tomonotus mexicanus Saussure, 1861